# Mark Sutcliffe
Mark Sutcliffe, né le 14 juillet 1968 à Ottawa, est un journaliste, entrepreneur et homme politique canadien. Il est maire d'Ottawa depuis le 15 novembre 2022.
Avant d'entrer en politique, il anime Ottawa Today sur les ondes de 1310News (en) et plus tôt, il est animateur d'une émission matinale sur 580 CFRA (en).

## Biographie
Né le 14 juillet 1968 à l'hôpital Riverside d'Ottawa, Mark Sutcliffe est le fils de deux immigrants, John Sutcliffe, originaire de Yorkshire en Angleterre, et Florence Sutcliffe, née Ng-Yelim, originaire de Shanghai en Chine,.
Le 24 octobre 2022, il est élu maire de la ville d'Ottawa avec 51,37 % des voix et une majorité de 42 442 voix sur sa principale rivale, Catherine McKenney. Il est assermenté le 15 novembre suivant.

## Résultats électoraux
| Candidats                | Candidats                | Voix    | %     |
| ------------------------ | ------------------------ | ------- | ----- |
|                          | Mark Sutcliffe           | 161 677 | 51,37 |
|                          | Catherine McKenney       | 119 235 | 37,88 |
|                          | Bob Chiarelli            | 15 998  | 5,08  |
|                          | Nour Kadri               | 7 497   | 2,38  |
|                          | Mike Maguire             | 2 775   | 0,88  |
|                          | Graham MacDonald         | 1 629   | 0,52  |
|                          | Brandon Bay              | 1 512   | 0,48  |
|                          | Param Singh              | 1 176   | 0,37  |
|                          | Celine Debassige         | 867     | 0,28  |
|                          | Ade Olumide              | 636     | 0,20  |
|                          | Gregory Jreg Guevara     | 584     | 0,19  |
|                          | Bernard Couchman         | 471     | 0,15  |
|                          | Jacob Solomon            | 432     | 0,14  |
|                          | Zed Chebib               | 265     | 0,08  |
|                          |                          |         |       |
| Votes valides            | Votes valides            | 314 754 | 99,53 |
| Votes blancs et nuls     | Votes blancs et nuls     | 1 500   | 0,47  |
| Total                    | Total                    | 316 254 | 100   |
| Abstention               | Abstention               | 405 973 | 56,21 |
| Inscrits / participation | Inscrits / participation | 722 227 | 43,79 |